# Gloria Naylor
Gloria Naylor (25 de janeiro de 1950 - 28 de setembro de 2016) foi uma romancista americana, conhecida por romances como The Women of Brewster Place (1982) , Linden Hills (1985) e Mama Day (1988).

## Infância e educação
Naylor nasceu em Nova York em 25 de janeiro de 1950, o filho mais velho de Roosevelt Naylor e Alberta McAlpin. Os Naylors, que eram meeiros em Robinsonville, Mississippi, migraram para o Harlem para escapar da vida no sul segregado e buscar novas oportunidades na cidade de Nova York. Seu pai tornou-se trabalhador do trânsito; sua mãe, uma telefonista. Embora a mãe de Naylor tivesse pouca instrução, ela adorava ler e incentivava a filha a ler e manter um diário. Antes de sua adolescência, Gloria começou a escrever prodigiosamente, enchendo muitos cadernos com observações, poemas e contos.
Em 1963, a família de Naylor mudou-se para Queens e sua mãe se juntou às Testemunhas de Jeová. Uma excelente aluna que lia com voracidade, Naylor foi colocada em classes avançadas no ensino médio, onde mergulhou na obra de romancistas britânicos do século XIX. Suas aspirações educacionais, no entanto, foram adiadas pelo choque do assassinato do Dr. Martin Luther King Jr. em seu último ano. Ela decidiu adiar sua educação universitária, tornando-se uma missionária para as Testemunhas de Jeová em Nova York, Carolina do Norte e Flórida . Ela saiu sete anos depois porque "as coisas não estavam melhorando, mas piorando".
De 1975 a 1981, Naylor frequentou o Medgar Evers College e depois o Brooklyn College da City University of New York, enquanto trabalhava como telefonista, graduando-se em enfermagem antes de mudar para o inglês, obtendo seu diploma de bacharel em 1981. Foi nessa época que ela leu o romance de 1970 de Toni Morrison, The Bluest Eye, que foi uma experiência fundamental para Naylor. Ela começou a ler avidamente o trabalho de Zora Neale Hurston, Alice Walker e outras romancistas negras, nenhuma das quais ela havia sido exposta anteriormente. Ela obteve um mestrado em estudos afro-americanos na Universidade de Yale em 1983; sua tese acabou se tornando seu segundo romance publicado, Linden Hills.
Naylor era um membro honorário da fraternidade Delta Sigma Theta.

## Carreira
O romance de estreia de Naylor, The Women of Brewster Place, foi publicado em 1982 e ganhou o National Book Award de 1983 na categoria Primeiro romance. Foi adaptado como uma minissérie de televisão de mesmo nome em 1989 pela Harpo Productions de Oprah Winfrey.
O trabalho de Naylor é apresentado em antologias como Breaking Ice: An Anthology of Contemporary African-American Fiction (ed. Terry McMillan, 1990), Calling the Wind: Twentieth-Century African-American Short Stories (ed. Clarence Major, 1992) e Filhas da África (ed. Margaret Busby, 1992).
Durante sua carreira como professora, Naylor ensinou redação e literatura em várias universidades, incluindo George Washington University, New York University, Boston University, University of Kent, University of Pennsylvania e Cornell University.
Em 1989, Naylor foi o escritor residente de Zale no Newcomb College da Tulane University. Lá ela fez uma leitura de suas obras e foi entrevistada publicamente por Filipe Smith do Tulane English Department.
Seu último romance, 1996, foi publicado pela Third World Press em 2005. No livro de memórias ficcional, ela escreveu sobre ser vigiada e assediada pela NSA. "Mas agora eles têm tecnologia capaz de decodificar os padrões cerebrais e detectar o que as pessoas estão realmente pensando", disse ela em entrevista à NPR sobre seu romance. "E eles têm outra tecnologia chamada audição por micro-ondas, onde podem realmente inserir palavras em sua cabeça, ignorando seus ouvidos (Voice to skull)."
Em 2009, Naylor doou seus arquivos para a Sacred Heart University. A coleção está atualmente emprestada na Lehigh University para digitalização.
Naylor morreu de ataque cardíaco em 28 de setembro de 2016, enquanto visitava St. Croix, nas Ilhas Virgens dos Estados Unidos. Ela tinha 66 anos.
Em 2019, Sapphira Wade, um manuscrito inacabado do arquivo de Naylor, foi publicado online e na African American Review.

## Influência
Durante seus estudos no Brooklyn College, Naylor mergulhou nas obras de autoras afro-americanas, como Zora Neale Hurston, Alice Walker e, especialmente, Toni Morrison . Inspirando-se nesses autores, Naylor começou a escrever histórias centradas na vida de mulheres afro-americanas, o que resultou em seu primeiro romance de 1982, The Women of Brewster Place.

## Obras
- As Mulheres de Brewster Place (1982),ISBN 0-7868-6421-4
- Linden Hills (1985),ISBN 0-14-008829-6
- Os significados de uma palavra (1986)
- Dia da Mamãe (1988),ISBN 0-89919-716-7
- Café de Bailey (1992),ISBN 0-15-110450-6
- Filhos da noite: os melhores contos de escritores negros, 1967 até o presente (1995),ISBN 0-316-59926-3 (editor)
- Os Homens de Brewster Place (1999),ISBN 0-7868-8405-3
- 1996 (2005),ISBN 0-88378-263-4

## As Mulheres de Brewster Place
Gloria Naylor ganhou aclamação da crítica e do público por seu primeiro romance publicado, The Women of Brewster Place. Nesse livro, como em seus romances sucessivos, incluindo Linden Hills, Mama Day e The Men of Brewster Place, Naylor fez uma descrição intensa e vívida de muitas questões sociais, incluindo pobreza, racismo, homofobia, discriminação contra mulheres e problemas sociais. estratificação dos afro-americanos.
Vashti Crutcher Lewis, colaboradora do Dictionary of Literary Biography, comentou sobre o "brilho" do primeiro romance de Naylor, derivado de "sua prosa rica, seus retratos líricos de afro-americanos e sua iluminação do significado de ser uma mulher negra em América."
Em The Women of Brewster Place e seus outros romances, Naylor enfoca "temas de sonhos adiados de amor (familiar e sexual), casamento, respeitabilidade e estabilidade econômica, enquanto observa as mensagens recorrentes de que a pobreza gera violência, que a verdadeira amizade e afeto não dependem de gênero, e que as mulheres nos guetos negros da América carregam seus fardos com graça e coragem", afirmou Lewis.

## Prêmios
- National Book Award para primeiro romance, 1983[15]
- National Endowment for the Arts Fellowship, 1985
- Prêmio Candace, Coalizão Nacional das 100 Mulheres Negras, 1986[16]
- Bolsa Guggenheim, 1988[14]
- Prêmio Lillian Smith, 1989[2]